# Mucca e Pollo
Mucca e Pollo (Cow and Chicken) è una serie animata statunitense, ideata da David Feiss.
La serie, tratta da una serie di fumetti usciti negli Stati Uniti, racconta le avventure di Mucca e Pollo, una coppia di fratelli inspiegabilmente nati da una famiglia umana. I due, assieme ai loro familiari, vivono le situazioni più disparate: si parte dai normali problemi che affliggono i bambini e gli adolescenti ogni giorno passando per scene di vita quotidiana, sino a cadere nel nonsense più assoluto. Avventure nelle quali, a fungere da contorno, fanno la loro comparsa personaggi singolari come Il Rosso, uno sciocco personaggio simile ad un satiro che non indossa pantaloni.
L'episodio pilota Vietato fumare apparve originariamente nella serie animata What a Cartoon!.
La serie è stata trasmessa per la prima volta negli Stati Uniti su Cartoon Network dal 15 luglio 1997 al 24 luglio 1999, per un totale di 52 episodi (e 104 segmenti) ripartiti su tre stagioni. La prima edizione italiana è stata trasmessa su Cartoon Network dall'11 ottobre 1998 al 2000.

## Trama
La serie si concentra sulle disavventure di due improbabili fratelli: la dolce, ottusa, estatica, antropomorfa Mucca di 7 anni e il suo cinico fratello maggiore Pollo di 11 anni. I due si trovano spesso a confrontarsi con Il Rosso, una versione comica del Diavolo stesso che si traveste sotto le spoglie di vari personaggi per tentare di truffarli o portarli all'inferno.
I personaggi di supporto includono i deliranti genitori umani dei protagonisti, Papà e Mamma, visti solo dalla vita in giù e implicitamente senza torsi, teste o braccia; i migliori amici di Pollo, Flem e Earl, e il loro cugino, Pollo Smidollato.
La serie attinge a un umorismo eccentrico, surreale, grottesco e ripugnante. Ad esempio, Mucca e Pollo ordinano sempre "sedere di maiale e patate" in mensa, Il Rosso mostra sempre il suo didietro e i personaggi spesso arricchiscono i loro discorsi con malapropismi e sarcasmo. Le trame rappresentate sono spesso basate su preoccupazioni, ansie o fobie tradizionali dell'infanzia come i pidocchi o l'avventurarsi nel bagno delle ragazze, ma rese in modo comico. Molte delle scenette slapstick coinvolgono i personaggi principali che subiscono abusi fisici.

## Episodi
| Stagione         | Episodi          | Prima TV USA | Prima TV Italia |
| ---------------- | ---------------- | ------------ | --------------- |
| Prima stagione   | 13 (26 segmenti) | 1997         | 1998            |
| Seconda stagione | 13 (26 segmenti) | 1998         | 1999            |
| Terza stagione   | 13 (26 segmenti) | 1998         | 1999            |
| Quarta stagione  | 13 (26 segmenti) | 1999         | 2000            |

## Personaggi e doppiatori

### Personaggi principali

Mucca, Il Rosso e Pollo nella sigla della serie

- Mucca, voce originale di Charlie Adler, italiana di Pinella Dragani.
Una mucca antropomorfa di 7 anni e sorella minore adottiva di Pollo: si comporta spesso in modo infantile e capriccioso. Vuole molto bene a suo fratello e ama giocare con lui, anche se in diverse occasioni finisce per cadergli addosso. Chiama spesso suo fratello "fratellone", "caro fratellone" o solo "Pollo".
- Pollo, voce originale di Charlie Adler, italiana di Marco Mete.
Un pollo antropomorfo. Ha 11 anni e si comporta come un giovanotto provocatore, egoista, incapace, geloso e testardo; è piuttosto sfortunato e finisce spesso spiaccicato sul sedere della sorella. I suoi amici sono Earl e Flem.
- Il Rosso (in originale: The Red Guy), voce originale di Charlie Adler, italiana di Francesco Pannofino.
Uno dei personaggi principali della serie e del suo spin-off Io sono Donato Fidato, ricoprendo spesso il ruolo di antagonista. È un subdolo e insolente diavolo rosso in sovrappeso, il suo non è un vero e proprio nome: unica costante infatti della sua presenza nella serie è l'aspetto fisico, mentre nome e qualifica cambiano ad ogni episodio, a seconda del tipo di scherzo o truffa che egli ha deciso di giocare a Mucca e Pollo. Nel corso della serie si qualifica come: contrammiraglio, insegnante di pianoforte, detective, presentatore televisivo, uomo dei gelati, ballerina, pattinatrice artistica, guida, maggiordomo, hostess e molte altre cose ancora. Anche il nome cambia: Rosso Senzabraghe (o solo Senza braghe), Rouge Sanspantalòn, Il Grande Panzini, Panciotti e altri nomi. È solito spostarsi tenendo le gambe attaccate al busto e rimbalzando sulle natiche, oppure rotolando a terra. Le sue frasi preferite sono "Ho lasciato i pantaloni in tintoria" e "È forse un crimine?" quest'ultimo seguito da qualunque sua affermazione. Un altro dei suoi hobby è quello di molestare Mucca, spesso provocandola in diversi modi, tra cui il più frequente è quello di picchiare e prendere in giro senza pietà, davanti ai suoi occhi, Pollo.

### Personaggi ricorrenti
- Earl e Flem, voci originali di Dan Castellaneta e Howard Morris, italiane di Gabriele Lopez e Mino Caprio.
Sono gli amici di Pollo: hanno 11 anni e sono molto stupidi e fanno assieme a lui scherzi e avventure, Earl è un ragazzo alto con dei dentoni dove sfoggia l'apparecchio, Flem è basso e grassottello e porta gli occhiali. Il padre di Flem è un capo-scout.
- Mamma e Papà, voci originali di Candi Milo e Dee Bradley Baker, italiane di Stefanella Marrama e Sergio Di Stefano.
Sono i genitori biologici di Pollo e gli adottivi di Mucca; non vengono mai mostrati dalla vita in su, e svolgono qualsiasi azione con i piedi. Nell'episodio Mucca e Pollo riciclano vengono mostrati 2 mezzibusti superiori, forse appartenenti a Mamma e Papà. Nell'episodio pilota, i due alla fine vengono mostrati come gambe parlanti e senza parte superiore, ma si è visto unicamente in questa occasione, senza apparire più nelle puntate successive. In più in un episodio appare la nonna materna di Mucca e Pollo che è un'umana completa. In un altro invece appare la zia materna di Mucca e Pollo dove anche lei si vede dalla vita in giù.
- Scrofa (in originale: Sow), voce originale di Pamela Adlon, italiana di Francesca Draghetti.
La cugina teppista di Pollo e l'adottiva di Mucca. Nell'episodio La cugina Scrofa cerca di far passare Mucca per una teppista.
- Pollo Smidollato (in originale: Boneless Chicken), voce originale di Charlie Adler, italiana di Simone Mori.
È un pollo disossato (da cui il nome), cugino di Pollo e l'adottivo di Mucca. È un eccellente intrattenitore e la sua specialità è far ridere raccontando barzellette di dubbia qualità. È fisicamente molto simile a Pollo. Appare meno frequentemente nelle ultime due stagioni.
- Lumachino (in originale: Snail Boy), voce originale di Tom Kenny, italiana di Fabrizio Manfredi.
Il figlio della sorella maggiore della madre di Mucca e Pollo. È mezzo umano (da parte di madre), e mezzo lumaca (da parte di padre), infatti possiede sia le gambe che il guscio.
- Pecorone Nero (in originale: Black Sheep), voce originale di Tom Kenny, italiana di Fabrizio Manfredi.
Il cugino di Pollo e l'adottivo di Mucca. È una pecora nera e per questo motivo vittima di pregiudizi e diffidenze persino tra i suoi stessi familiari, ma nonostante questo si rivelerà una pecora rispettosa e sensibile. Stringerà un solido legame con Mucca.

## Produzione

### Ideazione e sviluppo

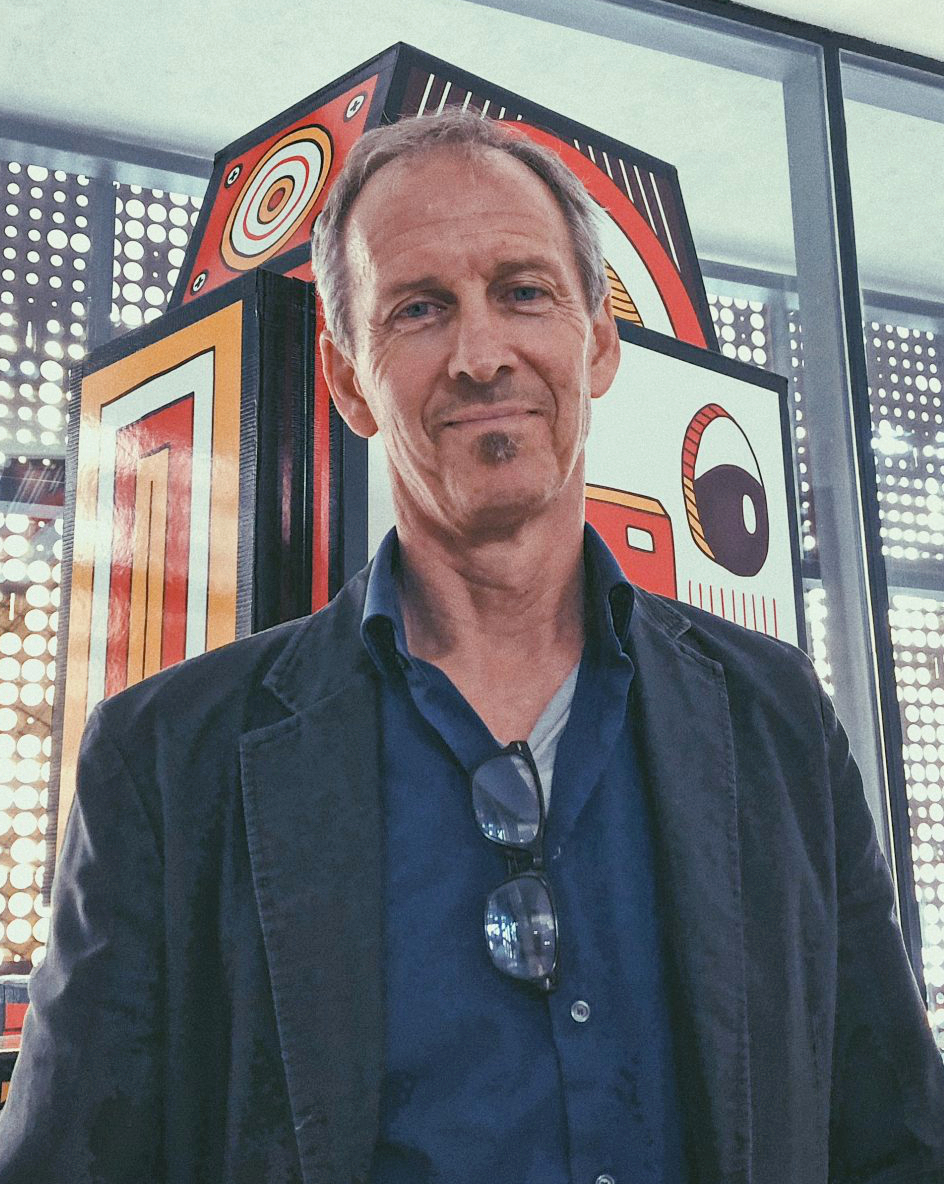
David Feiss, creatore di Mucca e Pollo

David Feiss creò Mucca e Pollo originariamente come storia da raccontare a sua figlia. Feiss era un animatore che aveva lavorato con Hanna-Barbera e progetti correlati a partire dal 1978. Anni dopo, Feiss è stato chiamato a presentare idee per What a Cartoon!, una serie di vari cortometraggi animati di numerosi autori e scrittori, creata da Fred Seibert. Feiss ha presentato tre idee al produttore esecutivo Larry Huber, una delle quali era Mucca e Pollo. Il cortometraggio Vietato fumare è stato presentato in anteprima su What a Cartoon! nel 1995. Successivamente, Hanna-Barbera ha deciso di trasformare Mucca e Pollo in una serie completa, a seguito dell'accoglienza dei fan.

### Controversie
Il segmento Ragazza Buffalo della seconda stagione, accoppiato inizialmente con Mucca e Pollo riciclando, è stato bandito da Cartoon Network dopo che la rete ha ricevuto una lettera di reclamo da un genitore sulle allusioni visive e verbali dell'episodio sul fatto che le due ragazze titolari fossero lesbiche. Sebbene sia andato in onda solo una volta il 27 giugno 1998, Ragazza Buffalo è stato sostituito con Poliziotto dentista nelle trasmissioni successive, nel servizio di streaming Netflix e nelle repliche di Boomerang. L'episodio è stato anche discusso in una puntata del podcast Talkin' Toons di Rob Paulsen con il creatore David Feiss e il doppiatore Charlie Adler quando un membro del pubblico ha chiesto perché l'episodio è andato in onda solo una volta.

## Riconoscimenti
- Annie Awards
  - 1996 – Miglior cortometraggio d'animazione ad Hanna-Barbera per l'episodio Vietato fumare[5]
  - 1997 – Miglior risultato individuale: storyboard in una produzione televisiva a Nora Johnson per l'episodio Poliziotto dentista[6]
  - 1998 – Candidatura per il miglior risultato individuale per la musica in una produzione televisiva animata a Bill Burnett e Guy Moon per l'episodio Il brutto salsicciotto parte 2[7]
  - 1998 – Miglior risultato individuale per la produzione in una produzione televisiva animata a Vincent Davis[7]
  - 1998 – Candidatura per il miglior risultato individuale per lo storyboard in una produzione televisiva animata a Maxwell Atoms per l'episodio Pollo fa il karate[7]
  - 1999 – Candidatura per il miglior risultato individuale per la recitazione vocale in una produzione televisiva animata a Charlie Adler[8][9]
- Primetime Emmy Awards
  - 1996 – Candidatura per il miglior programma animato di durata inferiore a un'ora a Buzz Potamkin, Larry Huber, David Feiss, Pilar Menendez e Sam Kieth per l'episodio Vietato fumare[10]
  - 1998 – Candidatura per il miglior programma animato di durata inferiore a un'ora a Davis Doi, Vincent Davis, David Feiss, Steve Marmel, Richard Pursel e Michael Ryan per l'episodio Prezzo gratis/Viaggio al centro di Mucca[11]
- Golden Reel Awards
  - 1998 – Candidatura per il miglior montaggio sonoro - effetti sonori a Greg LaPlante[12]
  - 1998 – Candidatura per il miglior montaggio sonoro - serie televisiva animata a Cartoon Network[12]
  - 1998 – Candidatura per il miglior montaggio sonoro - animazione televisiva - musica a Cartoon Network[12]
  - 1999 – Candidatura per il miglior montaggio sonoro - serie televisiva animata - sonoro a Cartoon Network[13]
  - 1999 – Candidatura per il miglior montaggio sonoro - animazione televisiva - musica a Cartoon Network[13]

## Altri media

### Episodio pilota
Un episodio pilota intitolato Vietato fumare è stato trasmesso all'interno di What a Cartoon! il 12 novembre 1995. Introduce i personaggi di Mucca e Pollo come sorella e fratello. Durante l'episodio, Pollo viene portato all'inferno dal diavolo per aver accettato una sigaretta offerta, dove Super Mucca deve salvarlo.

### Serie spin-off
Dal 1997 al 2000 è andato in onda negli Stati Uniti d'America lo spin-off Io sono Donato Fidato (I Am Weasel), dedicato ai personaggi Donato Fidato e Matteo Babbeo.

### Videogiochi
Mucca, Pollo e Il Rosso sono personaggi giocabili nel videogioco di guida Cartoon Network Racing, pubblicato su PlayStation 2 e Nintendo DS nel 2006. La versione PlayStation 2 include Flem e Earl come personaggi giocabili. Mucca/Supermucca, Pollo e Il Rosso sono personaggi giocabili nel videogioco Cartoon Network Speedway, distribuito su Game Boy Advance in Nord America dal 17 novembre 2003. Nel videogioco online FusionFall, uno degli elementi del personaggio è basato su Mucca e Pollo. Anche il cugino dei protagonisti, Pollo Smidollato, può essere visto su un cartellone pubblicitario del gioco. Sebbene non sia presente nel gioco, Supermucca appare come una statua del Monte Neverest.